# 斯蒂茨 (愛達荷州)
斯蒂茨（英語：Stites）是一個位於美國愛達荷州愛達荷縣的城市。

## 地理
斯蒂茨的座標為46°05′27″N 115°58′35″W / 46.09083°N 115.97639°W，而該地的平均海拔高度為398米（即1306英尺）。

## 人口
根據2020年美國人口普查的數據，斯蒂茨的面積為0.26平方千米，當中陸地面積為0.24平方千米，而水域面積為0.02平方千米。當地共有人口171人，而人口密度為每平方千米657.69人。